# Abigail Adams
Abigail Adams, født Abigail Smith (født 11. november 1744, død 28. oktober 1818) var hustru til John Adams, USA's anden præsident, og mor til John Quincy Adams, den sjette præsident.
Abigail Adams huskes især for sine mange breve til sin mand, mens han var i Philadelphia til de kontinentale kongresser. John Adams lyttede meget til sin hustrus råd, og brevene indeholder mange interessante intellektuelle diskussioner om regeringsførelse og politik. Brevene har givet eftertiden et værdifuldt indblik i tankerne i tiden omkring den amerikanske uafhængighedskrig.

## Portrætter
- Abigail Adams, maleri af Gilbert Stuart
- Erindringsmønt, bagside